# 카시오페이아자리 PZ
카시오페이아자리 PZ는 카시오페이아자리 방향으로 지구로부터 약 7800 광년 떨어져 있는 적색 초거성이자 반규칙 변광성이다.

## 특징
이 항성은 극도로 밝은 적색 초거성으로, 그 반지름은 태양의 최소 1,190 ~ 최대 1,940 배에 이른다. 초기 이 별까지의 거리는 7800 광년(약 2400 파섹)으로 예측됐다. 그런데 이 항성을 두르고 있는 물 메이저를 연구한 결과 보다 정확한 거리는 9160 광년(약 2810 파섹)으로 늘어났다. 여기에 기초한 밝기는 태양의 240,000 ~ 270,000 배이며 반지름은 태양의 1,260 ~ 1,340 배로 예측되었고, 이 항성이 주계열일 시절의 질량은 태양의 25배 정도로 추측된다. 이 모든 매개변수들은 비슷한 적색 초거성인 큰개자리 VY와 비슷하다.
카시오페이아자리 PZ는 반규칙 변광성으로 GCVS에는 925일 간격으로 밝기가 변한다고 수록되어 있으나 다른 연구에 따르면 850일, 3195일의 변광주기가 나왔다는 결과도 있다. 겉보기 등급은 8~10 등급 사이를 왔다갔다하는데 이 정도 폭은 비슷한 부류 중 큰 편이다.